# АСК Арена
Стадион «АСК Арена» (прежние названия — Шафа, Интер Арена) — футбольный стадион в Баку. Был открыт в 2001 году. Строительство стадиона обошлось АФФА в четыре миллиона долларов США, из которых 18 % было выделено со стороны ФИФА, а остальная часть была покрыта при помощи УЕФА, телевизионных соглашений и внутренних возможностей АФФА.

## История
«АСК Арена» была построена АФФА в 2000 году. Строительство обошлось в 4 миллиона 500 тысяч долларов. В 2014 году стадион был продан команде «Интер» в Баку за 4 миллиона 250 тысяч манатов.
«АСК Арена», которая была введена в эксплуатацию в 2001 году и находилась на балансе АФФА, изначально называлась стадионом «Шафа». Стадион позже был переименован «Интер Арена» по названию футбольного клуба «Интер» (ныне «Кешля»),, которому он был сдан в аренду с 1 февраля 2007 года сроком на 25 лет. На данном стадионе также проводил домашние матчи ПФК «Азал» (Баку).
«АСК Арена» использовалась для игр во время женского чемпионата мира по футболу U-17 летом 2012 года.
С 2018 года стадион был передан в собственность ОАО «Азербайджанская Промышленная Корпорация» созданному Указом Президента Азербайджанской Республики от 06 ноября 2017 года. Впоследствии переименован в «ASK Arena» по первым буквам названия корпорации (азерб. Azərbaycan Sənaye Korporasiyası).
В 2019 году основное поле стадиона было использовано для постановки церемонии открытия Финала Лиги Европы УЕФА сезона 2018/2019, который состоялся 29 мая 2019 года на Бакинском олимпийском стадионе.